# Kecamatan Omben
Kecamatan Omben är ett distrikt i Indonesien.   Det ligger i provinsen Jawa Timur, i den västra delen av landet, 700 km öster om huvudstaden Jakarta. Kecamatan Omben ligger på ön Madura.